# بيدرو كاماتا
بيدرو كاماتا (بالإيطالية: Pedro Kamata)‏ (مواليد 6 سبتمبر 1981 في لواندا - أنغولا) لاعب كرة قدم فرنسي الجنسية أنغولي المولد. لعب لصالح نادي الدرجة الأولى باري الإيطالي بين 2008-2010 في مركز الجناح الأيسر .

## وصلات خارجية
- بيدرو كاماتا على موقع رابطة كرة القدم الفرنسية للمحترفين (الإنجليزية)
- بيدرو كاماتا على موقع قاعدة بيانات كرة القدم.إي يو (الإنجليزية)
- بيدرو كاماتا على موقع عالم كرة القدم.نت (الإنجليزية)